# Lijst van Zweedse historische motorfietsmerken
Hieronder een lijst van Zweedse historische motorfietsmerken zonder eigen artikel

## Balder
Balder is een Zweeds merk dat in het begin van de twintigste eeuw hulpmotoren voor fietsen leverde. De motor werd boven het voorwiel gemonteerd en dreef dit via een ketting aan.

## Centrum
Deze Zweedse firma bouwde in 1933 een 150 cc tweetaktmotor van CZ met drie versnellingen in.

## EBE

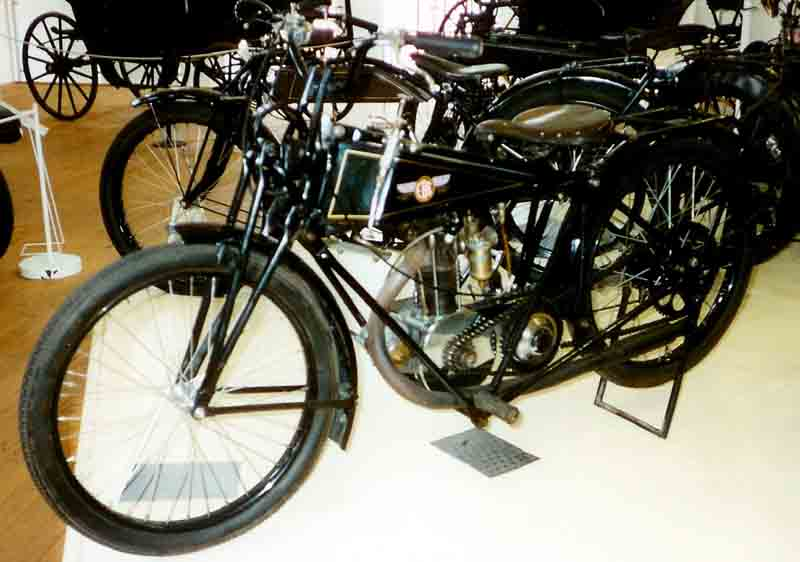
EBE E-Sport uit 1928

(N.V. Motorfabriken Ebe, Åmål 1919 - 1930). Zweeds motormerk dat aanvankelijk 173 cc hulpmotoren maakte, vanaf 1925 ook motorfietsen met een eigen 172 cc kopklep- of 596 cc zijklepmotor.

## HM
HM staat voor: Hakanson Motorfabriken. Nadat het Zweedse merk Lito eind jaren zestig de productie van motorfietsen beëindigde nam ingenieur Sven Hakanson dit over. Hij ontwierp en produceerde een watergekoelde 500 cc tweetakt V-twin racemotor.

## King Fram
King Fram Mopeds was een Zweeds bedrijf dat van 1957 tot begin jaren zestig bromfietsen met blokjes van HMW, Victoria, Husqvarna en andere merken maakte.

## Maraton
(Maraton AB Benson, Malmö) is een Zweedse fabrikant van bromfietsen uit de jaren vijftig. Maraton gebruikte ILO-motorblokjes. In de Verenigde Staten bestond een merk met de naam Marathon.

## Mustang
Mustang is een historisch Zweeds merk dat van 1958 tot begin jaren zestig 49 cc scooters met Zündapp motoren maakte. Er was nog een merk met de naam Mustang, zie Mustang (Glendale).

## Örnen
(Örnen AB John Hedberg, Malmö). Zweedse fabriek uit de jaren vijftig die bromfietsen met Pilot-motorblokjes maakte. Örnen betekent overigens "adelaar".

## SOK

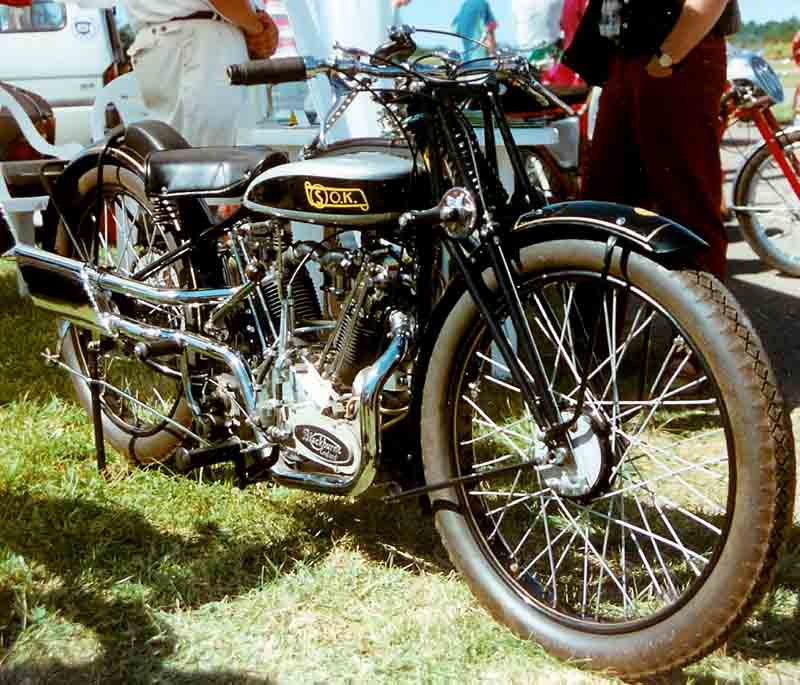
SOK Blackburne 700 cc uit 1923

(Fredrik von Malmborg, Norrköping 1923 - 1928). Zweeds merk dat één model met een eigen 346 cc eencilinder-kopklepmotor bouwde, maar ook modellen met een Blackburne-motorblok in zijn assortiment had.

## Standard
Standard was een Zweeds bedrijf van Martin Henriksson dat in feite Testi- en Cimatti-bromfietsen onder deze merknaam verkocht. Voor andere merken met de naam Standard zie Standard (Hagen) en Standard (Ludwigsburg).

## Totako
Zweeds bedrijf dat van 1950 tot 1955 zeer compacte clip-on motoren produceerde die boven het achterwiel van een fiets werden gemonteerd, waarbij de cilinder naar beneden wees.

## Typhon
(N.V. Motorcykelfabriken Typhon, Göteborg 1949 - 1951). Zweeds merk dat 198 cc tweetakten maakte die waren geconstrueerd door de beroemde Folke Mannerstedt (zie Excam).

## Wide
Zweeds merk dat in elk geval in 1923 184 cc tweetakten maakte. Dit waren eigen tweetaktmotoren die in een verstevigd fietsframe hingen. Ze hadden magneetontsteking en een Amac-carburateur.